# Alphonse Proost
 (juillet 2025).
Alphonse Proost (Alphons Proost en néerlandais), né le 13 septembre 1880 à Saint-Nicolas et mort le 22 décembre 1957  à Anvers, est un peintre, décorateur et illustrateur luministe belge.